# Sukaraja (Sirah Pulau Padang)
Sukaraja is een bestuurslaag in het regentschap Ogan Komering Ilir van de provincie Zuid-Sumatra, Indonesië. Sukaraja telt 1942 inwoners (volkstelling 2010).